# Bosqueta d'Upcher
La bosqueta d'Upcher (Hippolais languida) és una espècie d'ocell de la família dels acrocefàlids (Acrocephalidae) que habita boscos poc densos, arbusts, matolls, semideserts i parcs del sud de Turquia, Pròxim Orient, Turquestan, nord d'Iraq, l'Iran, nord de l'Afganistan i Pakistan.